# Дезидерио да Сетињано
Дезидерио да Сетињано (итал. Desiderio da Settignano; Сетињано, око 1430 — Фиренца, 1464) био је фирентински вајар који је стварао углавном рељефе у мермеру на којима је очигледно једно озузетно техничко умијеће. Највише је познат по томе што је исклесао споменик хуманисте Карла Марсупинија.
Дизидерио је одрастао у породици локалних каменорезаца а ушао је у фирентинско Удружење резбара камена и дрвета 1453. године. Скоро ништа није познато о његовом образовању, иако је био под утицајем Донатела, што је посебно очигледно у његовим ниским рељефима. У младости је заједно са својим братом Геријем, радио у радионици у близини Понте Санта Тринита. Његово дјело је било на цијени и након његове смрти. 